# Viola (Italia)
Viola (Viořa [ˈvjuɹa] nella varietà alto-monregalese locale, Viola [ˈvjula] in piemontese)  è un comune italiano di 375 abitanti della provincia di Cuneo in Piemonte.

## Storia

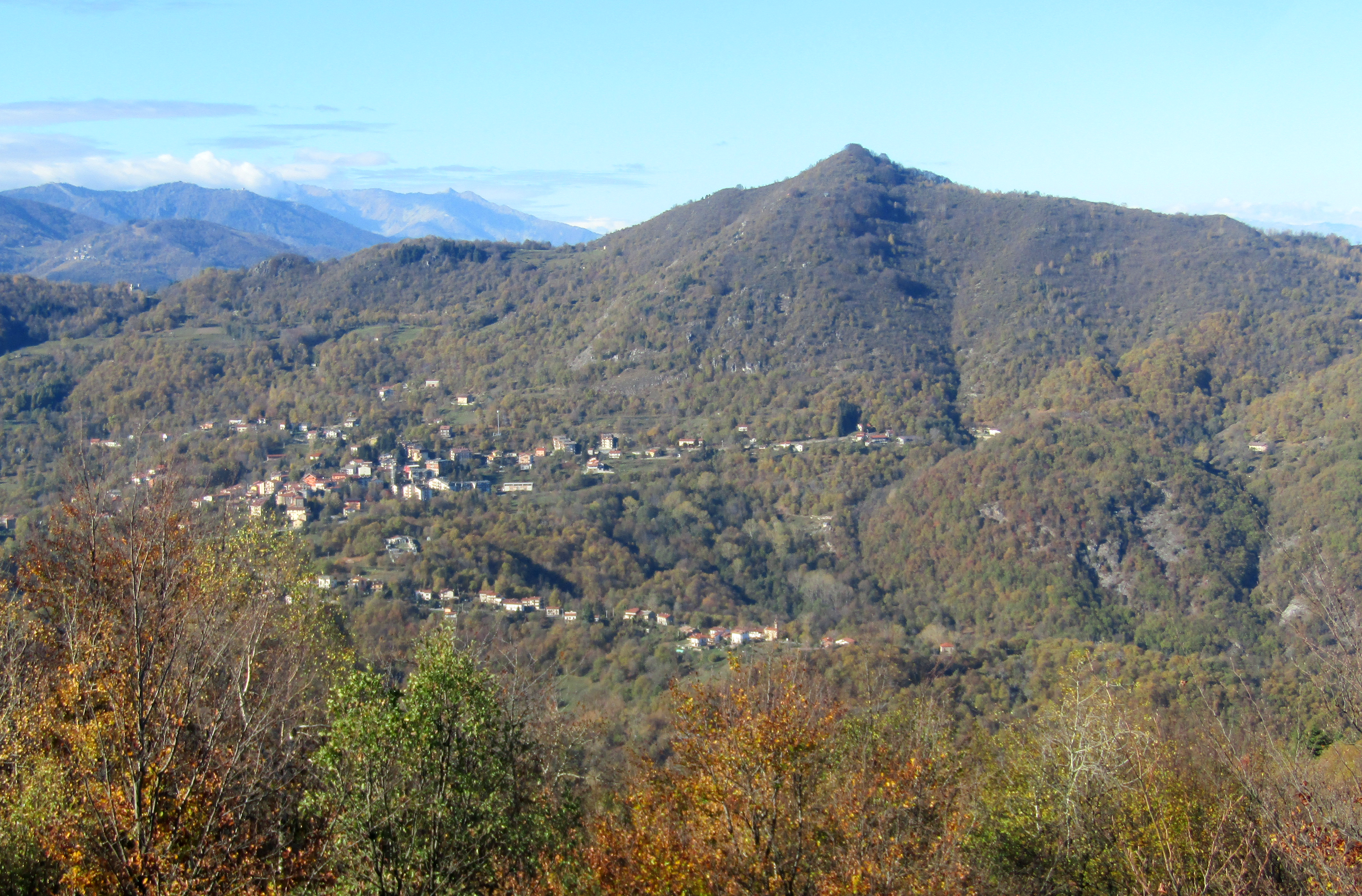
Il centro comunale di Viola, dominato dal Bric del Monte

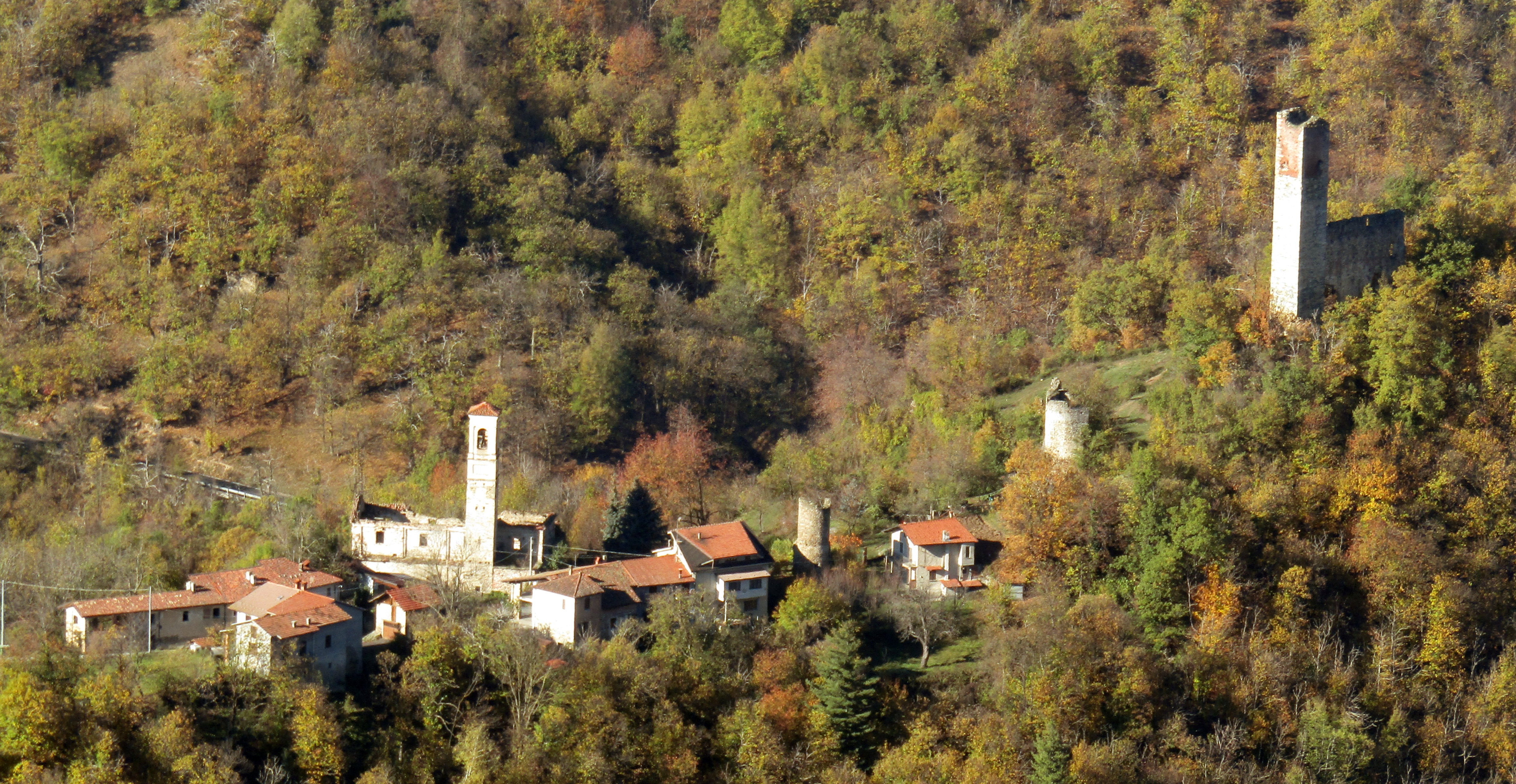
Borgo Castello

Il paese ha origini molto antiche, come testimonia il toponimo che significa "piccola via" e potrebbe alludere a una via secondaria romana che, attraverso il valico del Mindino e Prato Rotondo, metteva in comunicazione con la Liguria. Secondo un'altra ipotesi, invece, si trattava di una via dell'olio (via olea) dalla Liguria al Piemonte, supportata dal fatto che figura in documenti antichi con il nome in latino Vehola.
In documenti del 1142 viene menzionata come comunità attiva, facente parte del marchesato di Bonifacio del Vasto, discendente dal famoso Aleramo e fondatore del marchesato di Ceva.
Sotto il dominio di quest'ultima casata, protrattosi fino al termine del secolo XVII, il feudo venne spartito fra gli ultimi discendenti del marchese e parte di esso passò ai Faussone, ai Vegnaben ed ai Promis.
Nel 1794, Viola subì l'invasione napoleonica con tutte le nefaste conseguenze: sul colle di San Giacomo sono ancora ben evidenti i resti delle trincee di quelle memorabili battaglie.
Il torrente Mongia, che sorge alle falde del Monte Mindino, divide Viola in due borghi: borgo Castello ove si vedono ancora i segni dell'antica fortezza. Sulla piazza del castello, in platea castri, come attesta un antico documento, si amministrava la giustizia e si punivano, alla presenza della popolazione, i colpevoli dei vari reati secondo le allora vigenti leggi locali.
Sull'altra sponda è abbarbicato il capoluogo, dove è presente l'antica parrocchiale di San Giorgio, fondata all'incirca nel 1190.
In seguito al notevole incremento della popolazione s'impose l'ampliamento della chiesa, che per ben tre volte fu ingrandita sino a raggiungere le dimensioni attuali.

### Simboli
Lo stemma e il gonfalone sono stati concessi con decreto del presidente della Repubblica del 31 agosto 1951.
Il gonfalone è un drappo di colore azzurro.

## Società

### Evoluzione demografica
Abitanti censiti

## Amministrazione
| Periodo        | Periodo         | Primo cittadino  | Partito      | Carica  | Note        |
| -------------- | --------------- | ---------------- | ------------ | ------- | ----------- |
| 8 luglio 1985  | 26 maggio 1990  | Maria Garelli    | -            | sindaco | [ 6 ]       |
| 26 maggio 1990 | 24 aprile 1995  | Gian Carlo Rossi | -            | sindaco | [ 6 ]       |
| 24 aprile 1995 | 14 giugno 1999  | Gian Carlo Rossi | centro       | sindaco | [ 6 ]       |
| 14 giugno 1999 | 14 giugno 2004  | Gian Carlo Rossi | centro       | sindaco | [ 6 ]       |
| 14 giugno 2004 | 8 giugno 2009   | Paolo Rossi      | lista civica | sindaco | [ 6 ]       |
| 8 giugno 2009  | 26 maggio 2014  | Paolo Rossi      | lista civica | sindaco | [ 6 ]       |
| 26 maggio 2014 | 22 gennaio 2019 | Gian Carlo Rossi | lista civica | sindaco | [ 6 ] [ 7 ] |
| 27 maggio 2019 | in carica       | Danilo Donetta   | lista civica | sindaco | [ 6 ] [ 8 ] |

### Altre informazioni amministrative
Viola fece parte della comunità montana Alto Tanaro Cebano Monregalese.